# Усовский
Усовский — посёлок в Соликамском районе Пермского края. Входит в состав Родниковского сельского поселения.

## Географическое положение
Расположен примерно в 9 км к юго-востоку от центра поселения, села Родники, и в 16 км к юго-востоку от районного центра, города Соликамск.

## Население
| 2010 |
| ---- |
| 413  |

## Улицы[2]
- 70 лет Октября ул.
- Безымянная ул.
- Лесная ул.
- Лесной пер.
- Мира ул.
- Молодёжная ул.
- Набережная ул.
- Приозёрная ул.
- Садовая ул.
- Центральная ул.

## Топографические карты
- Лист карты O-40-18 Березняки. Масштаб: 1 : 100 000. Издание 1977 г.